# 巨獣特捜ジャスピオン
『巨獣特捜ジャスピオン』（きょじゅうとくそうジャスピオン）は、1985年3月15日から1986年3月24日まで、テレビ朝日系列で全46話が放送された、東映制作の特撮テレビドラマ、および作中に登場するヒーローの名称。
放送時間は、番組開始から1985年12月27日放送分（第34話）までは毎週金曜19時30分 - 20時00分、1986年1月6日放送分（第35話）以降は毎週月曜19時00分 - 19時30分（いずれもJST）。

## 概要
「メタルヒーローシリーズ」の第4作目。プロデューサーの吉川進によると、「ジャスピオン」はジャスティスとチャンピオンの合成（意味は「正義の王者」）である。初期案の番組タイトルは『妖獣ハンターデニーロ』であり、『怪獣特捜ジャスピオン』を経て、『巨獣特捜ジャスピオン』として制作が開始された。
前年までの「宇宙刑事シリーズ」の特徴である鍍金質の変身スーツ、銃と剣を武器とした戦い、巨大母艦・バイク・戦車などのメカニックといった主人公側の基本フォーマットを踏襲しつつも、本作品では装着時に科学的用語を叫ばない、ヒーロー然とした宇宙刑事とは好対照なコミカルなジャスピオンのキャラクター、等身大ヒーローと巨大怪獣の戦いなど、同シリーズとは多くの面で差別化が図られている。宇宙刑事シリーズと比較されやすいのはヒーローのデザイン、戦闘母艦、バイク、戦車という装備のパターン、そしてメインライターが前作までと同じ上原正三であることなどが関係している。
本作品の企画は、バンダイの杉浦幸昌の「ウルトラマンの主役はヒーローではなく怪獣である」という分析から始まっている。バンダイは怪獣を大々的に売り出そうと考えていたため、本作品における巨大怪獣（巨獣）が本作品の主役として物語の骨子に置かれている。最初の企画書は「善良な巨大怪獣しか登場せず、ヒーローが怪獣を生け捕りにして、宇宙のどこかにある怪獣牧場へと連れて行き、放し飼いにする」という構想で、吉川らがそれを煮詰めて何度も検討を重ねた末に、作品の方向性が決定。宇宙刑事シリーズの成功で、通常の倍近い特撮予算も支給された。第1 - 4話までは『男はつらいよ』で柴又帝釈天の町並みを再現するセットでも使われた、松竹大船撮影所の第9ステージで特撮シーンを撮影しており、特撮研究所のスタッフはその近所に宿泊しながら、何日もかけて撮影を行っている。
さらに映像面では映画に負けないSFXを目標として、宇宙刑事シリーズの撮影で定番となった東通ecgシステムによるビデオ合成だけでなく、映画『新幹線大爆破』で使用されたシュノーケル・カメラなどの高価な機材が多用されるなど、特撮の強化が図られた。アクションでも等身大戦・巨大戦ともにワイヤーアクションが取り入れられ、演出の幅を広げている。また、特撮部分においても初期3話は異星の風景を背景に合成させるために合成用のブルーバックをホリゾントにしていたが、時間の制約から最終的に合成処理は断念された。
架空の惑星の風景をロケーションで表現するため、第1話では伊豆大島、第2話では（雪の残る）那須高原でのロケを敢行している。当初は1985年3月1日から放送開始予定だったが、第1話・第2話の撮影スケジュールが延びてしまったため、前作『シャイダー』では第46話と第49話を追加で制作して放映日程を調節、最終的には2週遅れて3月15日からの放送開始となった。
当初は本格的なスペースオペラを目指し、毎回異星を舞台としており、全話で異なる惑星を巡るという構想だった。しかし、視聴者の子供たちには身近な世界の方が親近感がわくとして、第4話からは地球を舞台とした物語となった。
CM前後に挿入されるアイキャッチは、前作まで通例であったイラストの一枚画から、本作品では実写映像、もしくはタイトルロゴのみ表示というパターンへと変更されている。第3話まで使用された実写映像は、青写真の図面にかぶる形でジャスピオンの頭部が現れ、それが正面へと振り向くという演出が取り入れられている。第4話以降は、本編映像にかぶせる形で画面下に白線が走った後、画面右下にタイトルロゴが表示される形となっており、このタイトルロゴのみのパターンは形を変えながらも、後の『機動刑事ジバン』まで用いられることになる。

## あらすじ
宇宙のある惑星に住む仙人エジンは、恐るべき予言を記した古代銀河聖書（バイブル）の断片を発見する。その聖書にはこう記されてあった、「サタンゴース蘇る時、銀河宇宙は跋扈する巨獣に蹂躙され、滅びる」と…その予言通り、魔神サタンゴースが目覚め、巨獣（宇宙の巨大生物）を凶暴化させて宇宙を荒らし回り始めた。
エジンにより育てられた銀河の野生児ジャスピオンは、超惑星戦闘母艦ダイレオンと装備一式、そしてパートナーのアンドロイド・アンリと共にサタンゴースの野望阻止のため宇宙へと旅立つ。
やがてサタンゴースの魔手は、かつて巨獣に支配されていたという太陽系第3惑星・地球に伸びようとしていた。巨獣帝国建設の野望を打ち砕くべく、ジャスピオンの戦いは地球にその舞台を移した。

## 登場人物

### ジャスピオンと仲間たち
ジャスピオン
本作品の主人公である銀河の野生児。銀河連邦の動物保護官ゲーリーと動物学者アンナの息子で、幼いころに宇宙船の事故で両親を失い、惑星エジンの豊かな大自然の中で宇宙生物に囲まれて育った。
自由奔放かつ自然を愛する優しい性格で、激戦が続くうちに冷静な判断力も身につき、より精悍な戦士へと成長していった。野生児ながらも頭脳明晰で、メカの操縦も難なくこなすくらいの才能がある。地上での移動時は、マツダ・RX-7（初代）を使用。物語後半ではダイレオンを操縦中に謎の光に打たれ、新たに見つかった古代銀河聖書の破片に記された「サタンゴースを倒す、光に打たれし勇者」であることが判明する。
『俺が正義だ! 巨獣特捜ジャスピオンビデオスペシャル』のクレジットではメタルテックスーツ装着後の姿は強化ジャスピオンと記し区別化されている。
当初のトレードマークの一つであったアフロヘアーは、地球入りからしばらく経った第11話でアンリに散髪されてセミロングになり、以降も物語が進むうちに頭髪が短くなっていった。
- 原案段階では剣城 豊（）という地球名があり、第18銀河メデス惑星出身で、両親を事故で失う設定は放送版と同じだがサタンゴースに親代わりの巨獣を殺された復讐のため戦う設定になっており、職業はスタントマンとされていた。

アンリ
ジャスピオンのパートナーとしてエジンが作った女性型アンドロイド。一人称が「オイラ」であるなど、まるで男のように荒っぽい言動が特徴だが、ファッション雑誌やエステに興味を持ったこともある。後にジャスピオンによって、足の裏（靴の裏）にある言語ロムを世界五十カ国のものに交換されてからは、口調も「私」に変わるなど振る舞いも女性らしくなり、以前は苦手としていた動物も可愛がるようになるが、御転婆ぶりは変わらなかった。
目には異次元透視装置、各種センサー、足底には推進装置も備えており、子供を抱えて飛び立つことができるほどのパワーも発揮。戦闘の際にはこの装置を使って一般人を避難させたり、レーザーライフルでジャスピオンを援護することもあった。水に飛び込んだり強い衝撃を受けるとすぐに停止してしまうが、頭を回すか歯に特殊な棒状の機械の先端を当てることで再起動する。
- 原案段階では20歳の人間であり、エジンの娘でコンピュータに強いと設定されていた。

ミーヤ
宇宙の珍獣。ジャスピオンたちが最初に訪れたビージー星にて、ハンターに親を殺された上に捕らわれて酒場で見世物にされていたところをジャスピオンに助けられ、彼と行動を共にするようになる。
トゲの生えた甲羅が背中にあり、危機に直面すると背中を向けてトゲを撃ち出す能力がある。名前の通り「ミーヤ、ミーヤ」と鳴き、巨獣を探知する能力がある。後にアンリが言葉を教え、その影響により少しだけ言葉を話せるようになる。
- デザインは野口竜が担当。

エジン
惑星エジンに住む宇宙仙人にして大予言者。ジャスピオンの育ての親にして優秀な科学者でもあり、ジャスピオンの装備は全て彼が作り上げた。年齢は一万歳。エジンの一族は数万年も昔から古代銀河聖書を保管し、その内容を人々に語り伝えてきたが、3万年前にエジンの一族の星は大彗星の激突で壊滅し、銀河聖書も広い宇宙に破片となって飛び散ってしまったため、最も多く破片が飛んだ惑星に棲みついてその破片の発掘と解読に勤しんでいた。
物語後半からは南原一家や「光に打たれし5人の子供」をエジンの里で保護するようになる。光に打たれし赤子の捜索の時間稼ぎのため大サタンゴースに挑むも愛用の杖を破壊され、自身も致命傷を負い、ジャスピオンに看取られながら息を引き取る。全ての戦いが終わった後、ジャスピオンたちの手で地球の大地に葬られ、愛用の杖は墓標となった。

ブーメラン
元医学生。インターポール捜査官だった兄をマッドギャランに殺され、マッドギャラン打倒を誓う孤高の青年。その名の通り2つのブーメランを武器とする。最初は自分1人の力でマッドギャラン軍団を倒そうとしていたが、第8話からジャスピオンのことを認めて正式に協力するようになる。
後にマッドギャランに対しての力不足を感じ、外国に修行の旅に出たためしばらく登場しなくなるが、その間南米で武装強盗団を倒したことでスカウトされ国際連邦保安官となり、マッドギャランと結託した犯罪組織を追って再登場を果たす。2つのブーメランを十文字に組み合わせて投げるクロスカッターを得意技としているが、やはりマッドギャランには通じず敗北を痛感。マッドギャラン打倒をジャスピオンに託し、自身はサタンゴースの被害に遭っている人々を守るために日本を再び離れた。
服装は前半は白いセミロングのジャケットに黒いベルトで、黒いパンツ。後半はスタジアムジャンパー風のブルゾンにジーンズ姿となっている。
- 演じた渡洋史はブーメランを宇宙人と誤解し、宇宙人のイメージで衣装を作ったと述べており、再登場時の衣装は「普通の青年のイメージで」とスタッフに言われたと述べている。また、渡は再登場時に東映プロデューサーの折田至から「FBI捜査官だ」と言われ、『仮面ライダー』の滝和也を想起したという。

南原 健一郎（）
フリーカメラマン。山中で偶然にも黄金の鳥を撮影したことから、家族もろともマッドギャラン軍団に狙われることとなった。家族との平和な生活を取り戻すためジャスピオンに協力する。
一時期黄金の鳥を探し出すために子供たちと別れるが、後に再会を果たし北海道へ移住した。物語後半からはエジンの里で暮らすようになり、以降は光に打たれし子供の行方を調査するようにもなる。

南原 かの子（）
健一郎の娘。母親を病気で亡くしてからは、弟の健太の母親代わりを務めてきた。父が黄金の鳥探しの旅に出た後は最初は九州の祖母の下に行くはずだったが、マッドギャラン軍団に狙われるようになったため、ジャスピオンの判断でロットとサチの牧場に預けられる。
しかし、父に会いたい一心から健太とタローと共に牧場を飛び出して旅を始め、南原の友人の水族館館長の下に一時身を寄せた後、無事父と再会を果たす。後に銀河聖書に記された「光に打たれし5人の子供」の一人であることが判明する。初登場した回は誕生日であり、16歳になった。

南原 健太（）
かの子の弟。姉や犬のタローと共に元気に暮らす少年。9月生まれ。

久美子（）、大作（）、浩（）、美加（）
銀河聖書に記された「光に打たれし5人の子供」のうち4人。物語の終盤は彼らの探索がストーリーの軸となった。
最初に発見された久美子は、夢食い山の村に住む母子家庭の少女で、母親は第二子を出産した。
2人目の大作は、宮下町のラーメン屋の息子で家族は父親が登場。
3人目の浩は村坂浩一郎の息子で、劇中では母親が登場。青葉小学校の3人の男子クラスメートたちからいじめを受けていたことから心を閉ざしていたが、ブレイン星人ピッピとの交流を経て信じる心を取り戻した。
最後の一人である美加は、マンションで両親と猫のコロと暮らしていた。

ターザン
銀河聖書に記された「光に打たれし赤子」。カプセルごと地球の地底で眠り続けていた赤ん坊で、大サタンゴースが大地を破壊した際に地上に出てきた。
両親は宇宙旅行中に宇宙海賊に殺され、赤ん坊だけが生命維持装置に入れられて地球に辿り着いたとのことで、ジャスピオンはまるで自分の生い立ちとそっくりだと他人とは思えず、サタンゴースを倒した後に育てることを決心する。
「ターザン」という名前はその際ジャスピオンにより命名された。

ロット
騙されてマッドギャラン軍団にスカウトされた異星人。悪の生活に耐えられなくなって恋人のサチと共に脱走し、ジャスピオンに助けられた後牧場で暮らすようになった。一時はかの子、健太、タローを預かったこともあった。物語後半でも再登場し、サチと共に北海道へ移住している。

サチ
ロットの恋人で、彼と共にマッドギャラン軍団を脱走する。マッドギャランにさらわれて、后（きさき）にされそうになったこともあった。

## ジャスピオンの戦力

### メタルテックスーツ
エジン設計制作の全環境対応型超惑星戦闘強化服。特殊金属エジニューム製。背部の交換式バックパックに、エネルギーのゾルエジンと酸素を蓄えている。
装着の際には両手のひらを両耳にかざし、エネルギーをスパークさせることで0.03秒で装着する。装着コードはない。また、スーツ装着時に同様の手順を取ることで装着が解除される。
白色の光球状態での飛行も可能で、その他ホバーエンジンによる滑空機能も有する。番組中盤からはバンク映像のような変身シーンも使用されるようになった。

### 装備
ブレーザーソード
ジャスピオンの主要武器となる全長105cm（長さは伸縮自在でもある）、重量3kgの光子剣。普段は約5センチに収縮され、右耳に格納されている。

ビームスキャナーガン
ジャスピオンが所持する宇宙エネルギー換算で180度の高エネルギーを放つ小型の多機能銃。ジャスピオンは使用する際、名称を叫ぶことがなく無言で使用するため、名前はリュウイチ少年が描いた漫画で判明する。
通常のスナイパー、破壊光線のデストラクション、溶解光線のメルト、冷凍光線のフリーズ、麻痺させるショック、麻酔、傷の治療や操られた人間を元に戻す効果を持つメディカルの、7種類の光線を発射できる。
電子スコープにより、1キロ先の映像を鮮明にモニターできる。ダイレオンよりエネルギー供給可能。

センサーアイ
ゴーグルに備えられている透視能力。捕らえられたアンリの捜索や、ダイマン星人の立体映像を見破った他、巨獣の内部や隠れている場所を透視する目的で、戦闘巨人ダイレオンを操縦する際にも用いられた。

### 必殺技
コズミックハーレー
ブレーザーソードに光子エネルギーをチャージして、プラズマブレーザーソードにさせてから敵をXの字型に斬り裂く必殺技。
初出は第15話で初期はすれ違いざまに水平斬りしてから振り向きつつ、Xの字に斬っていたが、中盤からは滑空気味に移動しつつ、Xの字斬りを決めるパターンになった。

スパークルパンチ
大岩も砕くパンチ。

ジャスピオン・バリヤー
バリヤーを張る。敵の罠にかかり、壁を破壊すると爆発する部屋に閉じ込められた際に初めて使用され、壁を破り爆発が起こった瞬間にバリヤーを張ることで脱出に成功した。ミサイル攻撃を防ぐために使用したこともある。

フルパワー
メタルテックスーツの全エネルギーを集中させる。ハカバーンの手を振りほどくために使用。

コズミック電光ダッシュ
メタルテックスーツが持つホバー機能を最大限に放射し、高速で加速する。巨獣バドルゲスにダメージを与え、この状態から急降下しながら放つコズミックハーレー流星斬りでこれを撃破せしめた。

ゾルエネルギータンクスパーク
メタルテックスーツのゾルエネルギータンクをスパークさせ、その膨大なエネルギーを直接放出する。使用した後はメタルテックスーツが解除されてしまうため、捨て身の技である。
大サタンゴースに拘束された際に使用し、大サタンゴース空間から脱して現実世界に帰還した。

### ジャスピオンのメカ
いずれもエジンがジャスピオンのために製作したもの。

超惑星戦闘母艦ダイレオン / 戦闘巨人ダイレオン
ジャスピオンの移動基地となる超惑星戦闘母艦。艦尾に2基装備されているワープエンジンにより、ワープ航法による恒星間航行を行う。操縦は手動・オート・セミオートの3モードが実装され、小人数でも全操作が可能なように、かなりの部分がオートメーション化されている。内部には宇宙航行のみならず、センサーや生活に必要なあらゆる設備が搭載されており、瞬間移動電送装置により搭乗員を地上に転送する。母艦形態での武装は中央上部にある2門のダイレオンレーザーとエクスプロージョンミサイル。
巨獣との戦闘時は「戦闘巨人ダイレオン」の声で5.8秒で戦闘巨人（ロボット形態）に変形する。変形後、母艦のメインエンジンは足首に収められ、高出力のゾルエンジンに主動力システムが切り替わる。この形態での武装は胸の放熱板や両目、耳のアンテナから放つ高熱線ビーム ダイレオンビームで、発射する部位に応じて3タイプに分かれ、胸の放熱板から放つタイプはダイレオンフラッシュとして決め技に用いられることもある。母艦形態の武装であるエクスプロージョンミサイル、それにサイドワインダーミサイルも装備している。
しかし戦闘巨人形態の真価が発揮されるのは格闘戦であり、両手から繰り出すダイレオンパンチ、空中回転して両足で放つダイレオンキックを武器に、身軽ながらも重量感あふれるアクションを得意とする。必殺技は足のブースターで高速走行し、突進しながらエネルギーを集中させた両拳で繰り出す必殺パンチコズミック・クラッシュ。敵を天高く放り上げ、落下地点で右拳を叩き込むバージョンもある。また最終決戦では黄金の鳥が変型した巨大な黄金の剣を持ち、ダイレオン・コズミック・ハーレーで大サタンゴースを倒した。全エネルギーを一度に爆発させることで、一時的にパワーを上げることもできる。
- 戦隊シリーズと差別化を図るため、工業デザインのように銀色をベースに削り出しのような雰囲気を持たせ、合体ではなく変形のギミックとなった。
- 造形物は、ロボット形態はスーツ、母艦形態はミニチュアと変形用モデルを併用している。
- 劇中ではワイヤーワークにより、飛行や飛び蹴りはおろか、戦闘中に前方宙返り・後方宙返りを切り着地まで見せ、巨獣にバックドロップをかけるなど、身軽で素早いアクションを多用し、CG合成が一般化する以前でビデオ合成にも費用が嵩む中、生のアクションを重視して従来の特撮巨大ロボットとは一線を画す映像作りが試みられた。
- 同年に発売されていたバンダイの変形玩具は、ダイレオンのほかテレビアニメ『星銃士ビスマルク』のDX超合金ビスマルクや玩具シリーズ『タマゴラス』など、閉じた状態から展開するものが多く、元バンダイデザイナーの野中剛はタカトクトイスが発売したテレビアニメ『超時空要塞マクロス』のVF-1 バルキリーからの影響を指摘している。

超惑星マシーン アイアンウルフ
ジャスピオン専用の、空中飛行も可能なバイク型マシン。ダイレオンに格納されている。アイフルビームとアイフルミサイルが武器。
可変サークルウイングを2.2秒で正円形に変え、ハイパーコズモブースターで飛行する。ゾルエジン反応炉使用で、大気圏外での推進も可能とする。パンクすることがないよう設計されたタイヤを持つ。

超惑星戦車 ガービン
ジャスピオン専用の万能戦車。これもダイレオンに格納されている。ゾルエジン反応炉搭載。単独での飛行機能を備え、大気圏外ではワープ航法も可能である。上下2機に分離する機構も搭載しており、上部中央は飛行メカのガービンジェット、下部は2連ハイパーロックドリルを装備した地底走行用メカのガービンタンクとして運用される。
主武装は、ガービン時はガービンレーザーとガービンミサイルで、これらはガービンタンクでも引き続き使用できる。ガービンジェットの武装はガジェットビームとガジェットミサイルで、オートコントロール機能も実装されている。

## サタンゴース軍団
伝説の魔神サタンゴースとその息子マッドギャランを中心とした勢力。銀河中の巨獣を凶暴化させ、巨獣が惑星を支配する巨獣帝国の建設を目論む。
当初はサタンゴースやマッドギャランが各惑星の巨獣を利用するという体裁であったが、悪の四天王の登場を皮切りに組織性が描かれるようになり、マッドギャラン配下の異星人をマッドギャラン軍団と呼称するようになる。
サタンゴース
全銀河を巨獣帝国と化して支配することを企む暗黒の大魔神。巨大な剣が武器。目から発する怪光線で巨獣の性質を狂暴化させたり、等身大の戦士を巨大化および巨獣化させることができる魔力を持つ。
硬質な漆黒の外装に身を包んだロボットのような姿をしているが、脱皮をすることで成長する外骨格生物で、その正体はブラックホールから弾き出された大宇宙の負のエネルギーが凝縮した超生命体であり、それに相反する正のエネルギーに満ちた黄金の鳥でしか倒せない。
当初は言葉をしゃべらなかったが、マッドギャランが一時死亡し、ギルザの手で蘇ったころに言葉をしゃべるようになった。
- デザインは村上克司が担当。

大サタンゴース
第43話から登場。サタンゴースが脱皮した姿。その姿は脱皮前とは正反対のモンスターであるが儀式をジャスピオンに妨害されたため、力は不完全であった。
大サタンゴースとなって以降は胸部の触手と頭部からの光線が武器で、自分の等身大の幻影やサタンゴース空間と呼ばれる異空間を作り出す能力を得た。サタンゴース空間ではジャスピオンはダイレオンを召喚できないため、窮地に追い込まれることになった。
最終決戦で光に打たれし赤子（ターザン）の泣き声に苦しめられ、黄金の鳥が変化した剣によるダイレオン・コズミックハーレーによって倒された。
- デザインは野口竜が担当。

マッドギャラン
サタンゴースの息子で、地球における実働部隊の司令官。父のサタンゴースの命を受け、様々な惑星から配下を集め軍団を率いている。普段は青を基調とした服装に身を包み、黒いサングラスを掛けた青年の姿をしているがサングラスを外すことで怪しく目が発光して、全身を光が包むことで変身して、メタルテックスーツと対照をなす黒いバトルスーツを装着した戦闘形態となる。
武器は剣、指先から発射する殺人ビームと電撃波。ジャスピオンとはライバル関係にあるが、当初は自ら名乗らなかったため、彼からはしばらくの間「怪しい奴」と呼ばれていた。
物語中盤、ジャスピオンとの一騎討ちで右腕を切断され、コズミックハーレーを直後に受けて戦死するが、魔女ギルザの妖術で蘇生。服装は黒と紫の法服とヘルメットを着用するようになった。その際、サタンゴースの跡継ぎに任命されたとして、人間態で市内に出ることはなくなった。
最終決戦は大サタンゴースの指導の下、打倒ジャスピオンの特訓を行い、ジャスピオンとの激闘を展開。満身創痍の状態から、コズミックハーレーを受けながらも、執念でサタンゴースと同じ姿になるが既に致命傷を負っており、巨大化直後に爆発を起こし息絶えて元の姿に戻り、大サタンゴースの手の中で霧散し消滅した。
- デザインは村上克司が担当。デザインイメージは「悪のギャバン」で、ネーミングもその捩りで、村上は『宇宙刑事ギャバン』のころから考えていたという。第29話以降の人間体の衣裳は野口竜が手掛けた。

悪の四天王
- デザインは野口竜が担当。

イッキ
怪力の持ち主でサイボーグ。柄からは火炎を放射し、槍にも変形する三叉剣と両手のロケットパンチ。右肩のビーム砲と右腕の刃が武器。
ジャスピオンに投げ返されたロケットパンチとビームスキャナーガンでダメージを負い、コズミックハーレーの前に敗北。四天王としては最初の戦死者となった。
ザンパ
滅亡した機械帝国の行動隊長だった機械人間。ジャスピオンの両親と因縁がある。鎖鎌の使い手。電子頭脳で常に敵の先手を打って攻撃してくる。
後に真の姿である戦闘機械人ザンパとなり、切り落とされた自らの右腕を操ったり、腹部から写真をプリントアウトする機能も見せた。
アイアンウルフを駆ったジャスピオンの反撃を受けながらも立ち向かうが目が弱点であることを見抜かれてしまい、ビームスキャナーガンで攻撃された後、コズミックハーレーを受けて倒された。
ブリマ
予知能力を持つ女妖術師。手にする水晶玉から光線を放つ他、カード手裏剣や短剣による戦いも得意とする。師匠は妖女チキタ。ザンパの敗北後はマッドギャランの片腕として、ギョールと共に諜報活動に回る。
最終決戦ではギョールと合体し、獅子のような怪物合体獣になるもコズミックハーレーの前に敗れた。
ギョール
諜報活動で活躍する女戦士。小鳥や犬に変身できる他、相手を動物に変えることもできる。術を使う際に吹く横笛は槍と吹き矢になる。

銀河魔女ギルザ
銀河の彼方から、サタンゴースに召喚された宇宙の妖術使いで剣を武器とする。死者を蘇生させるほどの強大な魔力を持つ。首を切り落とされても死なない上、相手の攻撃を自在にすり抜ける技を使う。初登場の際はジャスピオンとの戦いで戦死したマッドギャランを四散した亡骸の状態から見事に蘇生させた。
戦いの焦点が「光に打たれし子供」へと移りつつある中、ジャスピオンとの戦闘の最中に光に打たれし赤子のイメージに苦しんだことで弱体化し、自身の剣をジャスピオンに投げ返された後、コズミックハーレーを受けて倒された。
- デザインは野口竜が担当。

ギルマーザ
ギルザの姉で「暗黒銀河のスペクタークイーン」の異名を持つ犯罪プロフェッショナル。妹を凌ぐ魔力を有し、両手のカスタネットを鳴らして魔術を発動する。
惑星ザボスでサタンゴース教を広めて退廃させ、惑星スィートでは魔術師として乗り込み、東西の首脳を操り核戦争に突入させるなど、宇宙の各地で幾多もの破壊工作を行っていたが、ジャスピオンに倒された妹の復讐のため、5人の宇宙忍者を率い、地球に赴任。赴任後はプリマ・ギョールと共に人間に扮して諜報活動も行うなど、行動派な一面も折に触れて見せている。
最終決戦で、大サタンゴースが致命傷を負った際に生じたエネルギーに巻き込まれて爆死した。
- デザインは野口竜が担当。

宇宙忍者
ギルマーザ直属の配下で、カスタネットを鳴らすことで召喚する。無敵の宇宙忍者と称しており、特に連携攻撃を得意とする。
- デザインは野口竜が担当。

ドウ
宇宙忍者の一人。宇宙忍者は額の色がそれぞれ違い、ドウは白。ムカデのような怪地虫に変身する。連携攻撃を看破したジャスピオンによって攻撃を集中されてダメージを蓄積され、コズミックハーレーの前に敗れる。
スイ
額の色が青。キラービーボール（長く鋭い針がたくさん生えた鉄球）に変身する。コズミックハーレーの前に敗れる。
モク
額の色が緑。鬼女に変身する。コズミックハーレーの前に敗れる。
フウ
額の色が黄色。フウ大砲に変身する。コズミックハーレーの前に敗れる。
カ
額の色が赤。カ・マグマ弾に変身し、フウが変身した大砲の弾丸となる。ビームスキャナーガンの前に敗れる。

マッドギャラン軍団
様々な星から寄せ集められている戦闘員。複数のタイプが存在する。地球の言語は話さず、彼ら独特の「宇宙語」で会話するが、マッドギャランやギルザたちの日本語による命令も解する。
一般戦闘員よりも格上の存在として、彼らと同様にマッドギャランが招集した宇宙のならず者、制圧した星の配下たちも巨獣帝国建設のための様々な作戦の指揮官や対ジャスピオンの刺客として送り込まれている。
- デザインは増尾隆之が担当。

### マッドギャランのメカニック
ジャルド・ブーマ
V－TOL機能を持った、マッドギャランが操縦する高速戦闘宇宙艇。アブラムシのような丸くて、ずんぐりとした昆虫モチーフのフォルムと黒いボディが特徴。6基のランディングギアを持つ。大きさはアイアンウルフとガービンの中間程度。変則飛行が可能。
武装はジャルドカノンとジャルドビーム。アイアンウルフ、ガービンジェットと空中戦を幾度となく繰り広げた。最終決戦でギルマーザがエジンを攻撃するために使用したが返り討ちとなり、破壊された。
- デザインは村上克司のラフ画を大石一雄が仕上げた。内部デザインはH・R・ギーガーをイメージしている。その設定が好評であったため、次作『スピルバン』では主役メカと対の悪の戦車であるスカルドンが商品化することとなった。

## キャスト
主役のジャスピオンには、当時JAC所属であった俳優の黒崎輝が抜擢された。黒崎は当時『コータローまかりとおる!』や『伊賀野カバ丸』で主演を務め、俳優のみならず歌手としても売れっ子だったこともあり、本作品の撮影スケジュール調整が難航し素面での活躍ができないことが危惧されたことから、代わりにアクションをこなすキャラクターとして『宇宙刑事シャリバン』でシャリバン＝伊賀電を演じた渡洋史を、ブーメラン役として起用している。もっとも、渡も前年のバイク事故で負った骨折の再手術のため一時退場しており、その後復帰しながらも2話のみの登場にとどまったのは、渡が次作『時空戦士スピルバン』への出演が決定していたことへの配慮とされる。
ヒロインのアンリは、『星雲仮面マシンマン』の葉山真紀や前作『宇宙刑事シャイダー』第41話でゲスト出演した塚田聖見が、準レギュラーのエジンは、特撮作品では『大戦隊ゴーグルファイブ』以来となる仲谷昇がそれぞれ演じている。
また、敵役であるサタンゴースの息子マッドギャランには、『大戦隊ゴーグルファイブ』と『科学戦隊ダイナマン』と2年続けてブラックを演じた春田純一が担当している。渡も春田もイメージチェンジを狙った演技となり、渡はクールな戦士を、春田は冷酷非情な悪役をそれぞれ演じている。この他、当時まだ無名だった高畑淳子が、第29話から登場するギルザを演じている。
- ジャスピオン：黒崎輝
- アンリ：塚田聖見
- 南原健一郎：佐々木功（第15 - 20,22,24,26,27,35 - 38,44 - 46話）
- 南原かの子：曽根清美（第15 - 20,22,24,26,27,35 - 40,42,44 - 46話）
- 南原健太：山下大輔（第15 - 20,22,24,26,27,35 - 40,42,44 - 46話）
- 久美子：高橋美樹（第38 - 40,42,44 - 46話）
- 大作：中川達也（第39,40,42,44 - 46話）
- 浩：小森勇人（第42,44 - 46話）
- 美加：工藤あかね（第45,46話）
- ロット：佐藤弘（第8,15,29話）
- サチ：林優枝（第8,15,29話）
- ザンパ：関根大学（第13 - 18話）
- イッキ：高橋利道（第13 - 15話）
- ブリマ：仁禮美佐（第13 - 44話）
- ギョール：阿南京（第13 - 44話）
- ギルザ：高畑淳子（第29 - 36話）
- ギルマーザ：賀川雪絵（第39 - 46話）
- ブーメラン：渡洋史（第6 - 10,12,31,32話）
- マッドギャラン：春田純一（第4 - 45話）
- エジン：仲谷昇（第1,4,11 - 13,15,18,35,36,44,46話）

### 主なゲスト
- 惑星ピースの老人：汐路章（2話）
- 市長：藤田佳の実（3話）
- ココ：矢野博勝（3、25話）
- 秋山里美[12]：川口麻紀（5話）
- 里美の母：監物房子（5話）
- 里美の担任教師：木村順子（5話）
- デスマッチの相手：ストロング金剛（7話）
- 田代兄妹の兄：本山真二（7話）
- 田代兄妹の妹：佐々木亜寿加（7話）
- 田代輝雄（田代兄妹の父）：波多江清（7話）
- ロットの母親：姉崎公美（8話）
- ロットの父親：エンベル・アルテンバイ（8話）
- 杉田雄一：坂口進也（9話）
- イサムの母：伊尾明子（9話）
- 杉田イサム：雨笠利幸（9話）
- アマゾネス1号:美津井祐子（10話）
- ひろし：三浦達也（10話）
- ひろしの弟：小原優男（10話）
- ユミ（ひろしの妹）：島名美里（10話）
- ひろしの先生：松井範雄（10話）
- ツヴァイ教授：ラシムバハム（10話）
- 釣り人：金田憲明（10話）
- 科学文明を否定するTV出演者：柄沢英二（11話）
- 進の母：久保田民絵（11話）
- 松尾博士：草野裕（11話）
- 中田明夫：土師孝也（11話）
- 高瀬進：斉藤雅晴（11話）
- 教師：鎌田功（11話）
- かぐや姫（メロー星人）：浦谷ひづる（12話）
- ミツオの母：寺内よりえ（12話）
- ミツオ：皆川鉄也（12話）
- かぐや姫の侍女：長島優子（12話）
- 竜一[13]・みどり兄妹の母：中村万里（13話）
- 竜一：松川傑（13話）
- みどり：本名陽子（13話）
- カツヤの父（リステル浜名湖の支配人）：うえずみのる（14話）
- 花嫁：秋本いずみ（14話）
- 花婿：広瀬和久（14話、ノンクレジット）
- シマノ博士：大木史郎（16話）
- 片岡竜太郎：田中洋介（16話）
- トラックの運転手：林家源平（17話）
- ゲーリー：テリー・オブラエン（18話）
- アンナ：中島ゆたか（18話）
- 源頼朝：栗原敏（19話）
- 友子[44]：中沢かおり（19話）
- 友子の兄：福田信義（19話）
- 東山茂幸（20話）
- 望月太郎、藤森一騎、佐藤美和（21話）
- 北村雄三：二瓶正也（23話）
- 矢田矢作：園田裕久（23話）
- 矢田ユリコ：神田亜矢子（23話）
- 平井優子[45]：寺戸千恵美（24話）
- 差し押さえを受ける女性：八百原寿子（24話）
- 差し押さえを受ける男性：山浦栄（24話）
- 小川晃世（24話）
- JACブラザーズ（27話）
  - シンゴ：砂川真吾
  - タケシ：真矢武
  - カズヤ：伊野口和也
- ケイコ：斉藤吏絵子（27話）
- 川田路子（30話）
- ハルミの父：小倉雄三（30話）
- 石田純子（30話）
- 山下ゆかり（30話）
- 坂井清一郎：円谷文彦（32話）
- 清一郎の妻：大原真理子（32話）
- 小川光一：村田規男（村田則男）（32話）
- 肉屋：泉福之助（32話）
- ヤスオの母：西坂和子（33話）
- 片山一也教授：伴直弥（34話）
- 片山の妻：三谷侑美（34話）
- 片山友和[46]：石野健司（34話）
- 美紀・裕一の父：大地常雄（38話）
- 美紀：林佳子（38話）
- 裕一：桜井洋輔（38話）
- ミヨちゃん：関口めぐみ（39話）
- 牛尾博士：真弓田一夫（40話）
- ルミの父：冷泉公裕（40話）
- 高橋良明（42話）
- 由美子[47]：平野みやま（43話）
- リポーター：皆川衆（44話）

### 声の出演
- ミーヤ：小金澤篤子[48]
- サタンゴース→大サタンゴース：飯塚昭三（第29 - 46話）
- ナレーター：大平透

### スーツアクター
ジャスピオンのスーツアクターは『宇宙刑事シャリバン』の途中から参加した柴原孝典が担当しているが、第28話で降板している。これは自らJACを退団し、自身のスタントチームを組織するためだったが、一方で柴原のインタビューによると「事務所のミスで連絡が行き違いを起こしたため、現場に行くと他のスタントマンが演じ、役者は替えが効かないが僕ら（スタントマン）は誰でもいいんだな」という悲観を感じ降板に至ったとも語っている。第29話以降は『宇宙刑事シャリバン』の「海坊主」や『宇宙刑事シャイダー』でもスタントを演じた山田一善が主に担当している。
- ジャスピオン：山田一善[52]、金田憲明[52]、柴原孝典[53][50]
- ダイレオン：金田憲明[54]、関裕志[55]
- 巨獣（ガスラーほか）[56]、怪人（三面獣人戦士ほか）[56]、黒崎輝吹き替え[56]：宮崎剛
- 巨獣[57]：石垣広文

## スタッフ
本作品制作当時の吉川進は、フジテレビの月曜ドラマランドにて放送された実写版『ゲゲゲの鬼太郎』のテレビシリーズ化にも力を入れており、過去にプロデュースした『ビデオ戦士レザリオン』の山崎晴哉をメインライターに実現を図っていた。これは実現寸前まで行ったが、アニメ化を主張し続けるフジテレビ上層部の反対により、実写版のテレビシリーズは頓挫することになった。そのような事情（交渉の難航、長期化）もあって『巨獣特捜ジャスピオン』の中盤以降は、折田至と日笠淳に実質的なプロデュースを任せていたという。
脚本面では、前作より続投の上原正三が本作品でもほぼ全話の脚本を手掛け、ゲストライターとして前出の山崎晴哉が4話分の脚本を担当している。この他、吉川が企画として参加していたテレビアニメ『機甲艦隊ダイラガーXV』の脚本担当の一人であった田口成光が、本作品の企画時に「君は巨獣を見たか（仮題）」という検討用脚本を執筆提供していたことが確認されている。
特撮監督の矢島信男も含む特撮研究所のメインスタッフは第4話の撮影終了後に、テレビドラマ『朝鮮王朝500年 壬辰倭乱』の撮影で大韓民国に移動。また前述の通り、本作品の制作には前作の『宇宙刑事シャイダー』を遥かに上回る予算が投入されていたものの、ワイヤーアクションや最新の合成技術などを多用した本編班の制作費が前作以上に上昇することで、特撮班の制作費確保に困難が生じることを懸念したプロデューサーの折田至は、第4話の終盤におけるダイレオンとサタンゴースの対決場面から、特撮班の予算管理も兼ねて自ら特撮演出を担当することになった。いわゆる「折田班」の特撮班は、助監督に竹内英孝や当時の矢島組で美術助手を務めていた佛田洋、さらに三池敏夫が美術スタッフとして参加し、ミニチュアセットも手掛けている。前述の通り4話までは松竹撮影所第9ステージを数日間貸切で撮影しており、「折田班」参加は5話からとなる。ジャパンアクションクラブの竹田道弘も、第5話から特撮班のアクション監督を担当しており、巨大ロボットのダイレオンが宙返りするワイヤーアクションは、竹田の発案によるものだった。
キャラクターデザインの野口竜は、第3話・第25話に登場したナマゲラスなどといった巨獣のデザインも手掛けていたが、初期から中期にかけて登場した巨獣のデザインの多くは村上克司、第17話に登場したヘッドドリマーや第25話に登場したドンゲスは雨宮慶太、第30話に登場したバルーム、第36話に登場したジムシ、第44話に登場したバドルゲスは渡部昌彦、第4話のガイオスは山辺拓也がそれぞれ担当している。
- 原作 - 八手三郎
- 連載 - テレビマガジン、おともだち、たのしい幼稚園、テレビランド
- プロデューサー - 碓氷夕焼（テレビ朝日）・吉川進、折田至（東映）
- 脚本 - 上原正三、山崎晴哉
- 音楽 - 渡辺宙明
- 撮影 - 瀬尾脩、小泉貴一
- 照明 - 吉岡伝吉
- 美術 - 河村寅次郎
- キャラクターデザイン - 野口竜、村上克司、雨宮慶太、渡部昌彦
- 録音 - 太田克己
- 選曲 - 村田好次
- 編集 - 菅野順吉
- 効果 - 大泉音映
- 計測 - 小泉貴一、小林啓二、水野泰樹、田中一成
- 操演 - 羽鳥博幸
- 記録 - 内藤美子、小林みどり
- イラスト - 赤坂徹朗
- プロデューサー補 - 日笠淳
- 助監督 - 松井昇、南晃行、伊藤寿浩、石田秀範
- 進行主任 - 小迫進
- 制作デスク - 佐藤晴美
- 制作担当 - 沼尾和典
- 企画協力 - 企画者104
- 装置 - 東映美術センター
- 美粧 - サン・メイク
- 衣裳 - 鷹志衣裳
- 装飾 - 大晃商会
- キャラクター制作 - レインボー造型企画
- 合成 - チャンネル16
- 現像 - 東映化学
- 車輌協力 - MAZDA
- ビデオ合成 - 東通ecgシステム（山本博司、近藤弘志、前岡良徹、鈴木康夫）
- （株）特撮研究所
  - 操演 - 鈴木昶、白熊栄次
  - 美術 - 藤田泰男
  - 撮影 - 高橋政千
  - 照明 - 加藤純弘
- 特撮監督 - 矢島信男
- アクション監督 - 金田治[注釈 20]、竹田道弘[注釈 21][63]（ジャパンアクションクラブ）
- 監督 - 小林義明、小笠原猛、小西通雄、辻理、東條昭平
- 制作 - テレビ朝日、東映、旭通信社

## 主題歌・挿入歌
オープニングテーマ「おれが正義だ！ジャスピオン」
作詞：山川啓介 / 作曲：渡辺宙明 / 編曲：藤田大土 / 歌：アイ高野
第1、3 - 6、9、10、14 - 19、24、26、28 - 30、32 - 34、36、46話では挿入歌として使用された。

エンディングテーマ「銀河狼（スペースウルフ）ジャスピオン」
作詞：山川啓介 / 作曲：渡辺宙明 / 編曲：藤田大土 / 歌：アイ高野

挿入歌
この時期、作曲の渡辺宙明は歌と劇伴の融合、それによる相乗効果を模索しており、挿入歌のイントロや間奏などにあえて劇中BGMのメロディを使っている。この試みは次回作の『時空戦士スピルバン』でも行われた。
「超惑星戦斗母艦ダイレオン」（第5 - 17、19 - 27、29 - 31、33 - 38、40 - 42、45話）
作詞：上原正三 / 作曲・編曲：渡辺宙明 / 歌：串田アキラ
「まぶしいあいつ」（第6話）
作詞：山川啓介 / 作曲・編曲：田中公平 / 歌：串田アキラ、コロムビアゆりかご会
「巨獣たちよ」（第6、23、25話）
作詞：山川啓介 / 作曲：渡辺宙明 / 編曲：有澤孝紀 / 歌：Space Minstrels
「熱風野郎ジャスピオン」（第7、11、35、39、41、42、45、46話）
作詞：園部和範 / 作曲・編曲：田中公平 / 歌：アイ高野
第34、37話ではカラオケ版が使用された。
また、『機動刑事ジバン』の第2話のスパイラス発進シーンや第5話のハリーの猛攻シーンでイントロ部分が使用された。
「銀河のターザン」（第8、10、14、17、26、29、36、37、40 - 42、46話）
作詞：山川啓介 / 作曲：渡辺宙明 / 編曲：田中公平 / 歌：串田アキラ
「流星の戦士」（第11、37、38、40 - 44話）
作詞：園部和範 / 作曲：渡辺宙明 / 編曲：田中公平 / 歌：アイ高野
「パワフルファイター・ジャスピオン」（第37、44、46話）
作詞：山川啓介 / 作曲・編曲：渡辺宙明 / 歌：串田アキラ
「いつの日平和が」
作詞：山川啓介 / 作曲：渡辺宙明 / 編曲：有澤孝紀 / 歌：BOBBY
未使用曲。
「I'm Juspion」（第11話）
作詞：冬杜花代子 / 作曲：渡辺宙明 / 編曲：藤田大土 / 歌：Henry
「おれが正義だ！ジャスピオン」英語版。
「A wolf in Space Juspion」（第12話）
作詞：冬杜花代子 / 作曲：渡辺宙明 / 編曲：藤田大土 / 歌：Henry
「銀河狼ジャスピオン」英語版。
「半歩ゆずってGO-INに！」（第8話）
作詞：不明 / 作曲：小杉保夫 / 編曲：鷺巣詩郎 / 歌：黒崎輝
「ドラゴンロードに花吹雪」（第27話）
作詞：谷穂ちろる / 作曲・編曲：後藤次利 / 歌：JACブラザーズ
「戦国ライバル」（第27話）
作詞：森雪之丞 / 作曲・編曲：後藤次利 / 歌：JACブラザーズ

## 評価
宇宙刑事シリーズを越えるスケールを目指したものの、平均視聴率は前作の『宇宙刑事シャイダー』を下回る11.8%に留まった。結果的にはそれまでの金曜19時台後半から、月曜19時台前半へと放送時間帯の変更が行われるに至った。
後にメタルヒーローシリーズを担当する元バンダイデザイナーの野中剛は、本作品の玩具の多くが放送終了後のワゴンセールで購入できたことを証言している。主力商品の1つである「DX超合金ダイレオン」はデザインや変形ギミックの都合から前2作品のロボット玩具よりも小型化していたが価格帯は変わっておらず、途中でパッケージサイズを大型化している。野中はこの変更について、商品の割高感に対する危機感の現れだったものと推測している。

### ブラジルでの人気
日本での人気は今一つに終わった本作品であるが、ブラジルでの人気は非常に高い。ブラジルでは1988年から『O Fantástico Jaspion』のタイトルで本作品が放送されて人気の高い特撮番組となり、また本作品とは設定の関連がない『時空戦士スピルバン』までもが、後に『Jaspion2 Spielvan』とのタイトルで当地にて放送されている。
海外サッカー専門誌『週刊footballista』（ソルメディア）2007年1月10日発売号 （No.011）によると、ブラジルで凄いことをした日系人は「ジャスピオン」と呼ばれて賞賛されるそうで、サッカーで日系人選手が好プレーを行うと「よかったぞ！ジャスピオン」という声援があがるという（p6）。またニッケイ新聞社が発行するブラジルの日系人向け新聞『ニッケイ新聞』の2009年5月12日付けコラム『大耳小耳』では、ブラジルでは『ウルトラマン』より本作品が人気のある番組であること、また同作品を差し置き同年4月にDVD-BOXが発売されたということが言及されている。
ブラジルでこのような人気を博した理由について、東映は「当時のことを知っている者がおらず、正確な分析はできません」と断ったうえで、「おおらかな国民性のブラジル人が、明瞭でかつ近未来的なドラマを珍しがって受け入れたのではないでしょうか」とコメントしている。

## 放送日程
| 放送日         | 放送回 | サブタイトル                                     | 登場巨獣                                | 登場エイリアン、他                                                                      | 脚本     | 監督     |
| -------------- | ------ | ------------------------------------------------ | --------------------------------------- | --------------------------------------------------------------------------------------- | -------- | -------- |
| 1985年03月15日 | 1      | 巨大怪獣の惑星                                   | - マリゴス（声：西尾徳） - ハネダー     | - ガウデ（声：西尾徳）                                                                  | 上原正三 | 小林義明 |
| 3月22日        | 2      | 哀しみの超電子星サクラ                           | - テツゴス                              | - 超電子頭脳サクラ（声：飯塚昭三、依田英助） - 機械兵士                                 | 上原正三 | 小林義明 |
| 3月29日        | 3      | 守れ！銀河少年の夢                               | - ナマゲラス                            | ―                                                                                       | 上原正三 | 小笠原猛 |
| 4月19日        | 4      | 第3惑星に進路をとれ                              | - ガイオス                              | ―                                                                                       | 上原正三 | 小笠原猛 |
| 4月26日        | 5      | ほら！あれが父さん星だ                           | - ギガ                                  | ―                                                                                       | 上原正三 | 小西通雄 |
| 5月03日        | 6      | 子供獣と子供たち                                 | - ゲルゴン（親子）                      | ―                                                                                       | 上原正三 | 小西通雄 |
| 5月17日        | 7      | 怪力イワゴリーラの大逆襲                         | - イワゴリーラ                          | ―                                                                                       | 上原正三 | 小笠原猛 |
| 5月24日        | 8      | 草原に輝く笑顔 ロットとサチが駈ける              | - オニデビラー                          | ―                                                                                       | 上原正三 | 小笠原猛 |
| 5月31日        | 9      | ある巨木のものがたり                             | - キダマー（声：大山豊）                | ―                                                                                       | 上原正三 | 辻理     |
| 6月07日        | 10     | 女スパイを連れた古代怪魚                         | - ピラザール                            | - アマゾネス1号、2号（演：美津井祐子、植村由美）                                        | 上原正三 | 辻理     |
| 6月14日        | 11     | グェッ！ツクバの巨大ガマ大行進                   | - ガマゴラス                            | ―                                                                                       | 上原正三 | 小笠原猛 |
| 6月21日        | 12     | 神秘の大予言にサタンゴースがおびえる             | ―                                       | ―                                                                                       | 上原正三 | 小笠原猛 |
| 6月28日        | 13     | 宇宙からの助っ人 大暴れ悪の四天王                | - カベゴンタ                            | ―                                                                                       | 上原正三 | 小西通雄 |
| 7月05日        | 14     | 日本列島を断て！浜名湖アタック作戦               | - ウミキング                            | ―                                                                                       | 上原正三 | 小西通雄 |
| 7月12日        | 15     | 夢か？幻か？はばたく黄金の鳥                     | - ポートサンキ                          | - イッキ                                                                                | 上原正三 | 小笠原猛 |
| 7月19日        | 16     | 人類の未来か？恐怖の巨獣帝国                     | ―                                       | - ダイマン星人                                                                          | 上原正三 | 小笠原猛 |
| 7月26日        | 17     | 愛と涙の海を疾走する銀河のターザン               | - ヘッドドリマー                        | ―                                                                                       | 上原正三 | 小西通雄 |
| 8月02日        | 18     | 破壊しても立ち上がる赤目の戦闘機械人             | ―                                       | - 戦闘機械人ザンパ                                                                      | 上原正三 | 小西通雄 |
| 8月23日        | 19     | 呪いの海底人が笑う イルカの海SOS!                | - ウミブラー                            | - 海底人ザムライ（演：高橋利道）                                                        | 上原正三 | 小笠原猛 |
| 8月30日        | 20     | 娘よ！息子よ！ラストチャンスに賭けろ             | - ハカバーン                            | - ギラリスト（声：丸山詠二）                                                            | 山崎晴哉 | 小笠原猛 |
| 9月06日        | 21     | 熱球少年が投げる時速160kmの勇気                  | - マグネーダー                          | ―                                                                                       | 上原正三 | 小西通雄 |
| 9月13日        | 22     | 少女を悪魔に変える怪女チキタの大妖術             | - クモーダ / 妖女チキタ（演：里見和香） | ―                                                                                       | 上原正三 | 小西通雄 |
| 9月20日        | 23     | 魔の手があやつる世紀の巨獣ショー                 | - シシオーン                            | ―                                                                                       | 山崎晴哉 | 辻理     |
| 10月11日       | 24     | ご用心！月給1億円さしあげます                    | - モケ                                  | ―                                                                                       | 上原正三 | 辻理     |
| 10月18日       | 25     | 救え 東京消失！悪だま善だまデスマッチ            | - ドンゲス - ナマゲラス                 | - ガサミ兄弟（演：きくち英一、うえだ峻）                                                | 上原正三 | 小笠原猛 |
| 10月25日       | 26     | とどろく大地！ダイレオン怒りの大逆襲             | - ボーガー                              | - ガサミ兄（演：きくち英一）                                                            | 上原正三 | 小笠原猛 |
| 11月01日       | 27     | 歌って踊って青春ロードを突っ走れ！               | - ソドモン                              | - キューティーガールズ（演：森田美樹、速川麻樹、村松美香） - 三面獣人戦士（演：宮崎剛） | 上原正三 | 小西通雄 |
| 11月08日       | 28     | 電子頭脳獣の必殺データー                         | - アイガー                              | - アイガーマン（演：益田哲夫）                                                          | 上原正三 | 小西通雄 |
| 11月15日       | 29     | マッドギャラン死す！しかしギルザが……             | - ガスラー                              | - マッドギャラン                                                                        | 上原正三 | 小笠原猛 |
| 11月22日       | 30     | 赤い風船・青い風船 バルーンパニック              | - バルーム - 風船生命体                 | ―                                                                                       | 上原正三 | 小笠原猛 |
| 11月29日       | 31     | お母さん助けて！恐怖の生中継                     | - デスチラス                            | - シルク（演：時本和也） - ザウル（演：崎津隆介） - ゲンガ（演：誠吾大志）              | 上原正三 | 小西通雄 |
| 12月06日       | 32     | お手伝いロボットの真夜中のアルバイト             | ―                                       | - チップ（演：池田鴻） - お手伝いロボット                                               | 上原正三 | 小西通雄 |
| 12月20日       | 33     | いじめっ子も踊りだす魔法大合戦                   | - マジン - 亡霊巨獣                     | ―                                                                                       | 上原正三 | 小笠原猛 |
| 12月27日       | 34     | 鉄壁の要塞を砕く父と子の愛                       | - フォードン                            | ―                                                                                       | 上原正三 | 小笠原猛 |
| 1986年01月06日 | 35     | 発見された聖書（バイブル）・今・恐るべき事実が‥‥ | ―                                       | - サタンゴース                                                                          | 上原正三 | 辻理     |
| 1月13日        | 36     | 奇蹟を呼ぶ新しい生命（いのち）の輝き             | - ジムシ                                | - 銀河魔女ギルザ                                                                        | 上原正三 | 辻理     |
| 1月20日        | 37     | 恐怖のフルコース・地獄料理はいかが？             | - エビゾール - 巨獣ミーヤ               | - ブラッグル（演：長沢大）                                                              | 山崎晴哉 | 小西通雄 |
| 1月27日        | 38     | 姉ちゃんが変だ！ワッペン作戦の怪奇               | - アクァロッキー                        | ―                                                                                       | 上原正三 | 小西通雄 |
| 2月03日        | 39     | ミヨちゃんのキッスは百万馬力                     | ―                                       | - 宇宙忍者ドウ                                                                          | 上原正三 | 東條昭平 |
| 2月10日        | 40     | リッチマン作戦・ダイヤ流星群の謎                 | - ダイヤゴラス                          | - 宇宙忍者スイ                                                                          | 上原正三 | 東條昭平 |
| 2月17日        | 41     | 決闘の時・君が呼ぶ必殺ガンマンの正義             | - デストラン                            | - タイガージョー（演：田鍋友啓）                                                        | 山崎晴哉 | 小笠原猛 |
| 2月24日        | 42     | 星から来た友だち ピッピと浩の物語                | ―                                       | - 宇宙忍者モク - ブレイン星人 - ドクター・パブ - ドクター・マム - ピッピ                | 上原正三 | 小笠原猛 |
| 3月03日        | 43     | アリスが見た不思議の国のサタンゴース             | ―                                       | - 宇宙忍者フウ - 宇宙忍者カ - 大サタンゴース                                            | 上原正三 | 東條昭平 |
| 3月10日        | 44     | 君は生き残れるか？出現した太古の魔境             | - バドルゲス - 巨獣軍団                 | - 合体獣（プリマ＋ギョール）                                                            | 上原正三 | 東條昭平 |
| 3月17日        | 45     | おれはサタンゴースの息子だ                       | ―                                       | - マッドギャラン（サタンゴース） - 大サタンゴース                                       | 上原正三 | 小笠原猛 |
| 3月24日        | 46     | 手をつなぐ全銀河の人類たち                       | - 巨獣軍団                              | - 大サタンゴース - ギルマーザ                                                           | 上原正三 | 小笠原猛 |

## 放映ネット局
| 放送対象地域  | 放送局             | 系列                                         | 備考               |
| ------------- | ------------------ | -------------------------------------------- | ------------------ |
| 関東広域圏    | テレビ朝日         | テレビ朝日系列                               | 制作局             |
| 北海道        | 北海道テレビ       | テレビ朝日系列                               |                    |
| 青森県        | 青森放送           | 日本テレビ系列                               | [ 注釈 33 ] [ 67 ] |
| 岩手県        | 岩手放送           | TBS系列                                      |                    |
| 宮城県        | 東日本放送         | テレビ朝日系列                               |                    |
| 秋田県        | 秋田放送           | 日本テレビ系列                               |                    |
| 山形県        | 山形放送           | 日本テレビ系列                               | [ 注釈 34 ]        |
| 福島県        | 福島放送           | テレビ朝日系列                               |                    |
| 新潟県        | 新潟テレビ21       | テレビ朝日系列                               |                    |
| 長野県        | テレビ信州         | 日本テレビ系列                               | 第34話で打ち切り   |
| 山梨県        | テレビ山梨         | TBS系列                                      |                    |
| 静岡県        | 静岡けんみんテレビ | テレビ朝日系列                               |                    |
| 石川県        | 北陸放送           | TBS系列                                      | 1985年9月25日まで  |
| 石川県        | 石川テレビ         | フジテレビ系列                               | 1985年10月23日から |
| 福井県        | 福井放送           | 日本テレビ系列 テレビ朝日系列                |                    |
| 中京広域圏    | 名古屋テレビ       | テレビ朝日系列                               |                    |
| 近畿広域圏    | 朝日放送           | テレビ朝日系列                               |                    |
| 島根県 鳥取県 | 山陰放送           | TBS系列                                      |                    |
| 広島県        | 広島ホームテレビ   | テレビ朝日系列                               |                    |
| 山口県        | 山口放送           | 日本テレビ系列                               |                    |
| 香川県 岡山県 | 瀬戸内海放送       | テレビ朝日系列                               |                    |
| 高知県        | テレビ高知         | TBS系列                                      |                    |
| 徳島県        | 四国放送           | 日本テレビ系列                               |                    |
| 福岡県        | 九州朝日放送       | テレビ朝日系列                               |                    |
| 熊本県        | テレビ熊本         | フジテレビ系列                               |                    |
| 宮崎県        | テレビ宮崎         | フジテレビ系列 日本テレビ系列 テレビ朝日系列 |                    |
| 鹿児島県      | 鹿児島放送         | テレビ朝日系列                               |                    |
| 沖縄県        | 沖縄テレビ         | フジテレビ系列                               |                    |

## 映像ソフト化
- テレビシリーズのビデオ（VHS、セル・レンタル共通）は1990年11月から1992年1月にかけて全6巻が発売された。各巻3話収録で、第18話までがソフト化されている。また番組終了直後には『俺が正義だ！ 巨獣特捜ジャスピオンビデオスペシャル』として、一部新撮シーンを含んだ総集編のビデオが発売され、こちらはDVD第4巻の映像特典として収録されている。
- テレビシリーズ全話の初ソフト化となるDVDは2003年5月21日 - 11月21日にかけて発売された[71]。全4巻の各2枚組で各巻12話（Vol.2・Vol.4は11話）収録。

## CS放送・ネット配信
CS放送
- 東映チャンネル
  - 2001年12月 - 2002年5月
  - 2009年3月 - 8月（いずれも「GO!GO!ヒーローズ」枠）

ネット配信
- 東映特撮 YouTube Official
  - 2012年12月10日 - 2013年5月19日
  - 2014年9月18日 - 2015年2月26日
  - 2018年5月3日 - 10月11日
- 東映特撮ニコニコおふぃしゃる
  - 2016年1月20日 - 11月30日
- BANDAI SPIRITS 公式チャンネル
  - 2021年4月22日 - 7月30日
  - 「超合金魂 GX-97 超惑星戦闘巨人 ダイレオン」の発売を記念した、同商品の受注期間中の期間限定の無料配信[72]。4月22日より地球に到達するまでを描いた第1 - 4話をまとめた1本、4月30日より週1回で厳選した全18エピソード[注釈 35]の配信を実施[73][72]。

## 関連作品
『スペース・スクワッド』
本作品の前作である宇宙刑事シリーズと、スーパー戦隊シリーズ『特捜戦隊デカレンジャー』が共演するVシネクスト作品。本作品からジャスピオンと、デザインを新たに変更したマッドギャランとサタンゴースが登場する。